# Elis (entreprise)
Pour l'article concernant la ville grecque, voir Élis. Pour le groupe de musique, voir Elis.
Elis est une entreprise française, fondée en 1969 et spécialisée dans le domaine du nettoyage et de l'hygiène.

## Historique
En 1883, les Grandes Blanchisseries de Pantin, installées à Pantin, en France, sont fondées par la famille Leducq.
En 1968, l'entreprise rassemble l'ensemble de ses activités au sein d'un seul groupe qui prend le nom d'« Elis », abréviation d'Europe Linge Service.
En 1996, Elis reprend la majorité des blanchisseries du groupe Localinge (Brest, Vannes, Tours, Calais, Lille, Bondoufle).
Après avoir été sous le contrôle de BC Partners puis de PAI partners, l'entreprise, dont le chiffre d'affaires (CA) est de 950 millions d'euros, en 2006, est reprise, en 2007, par Eurazeo.
Début 2015, Elis, alors endettée de deux milliards d'euros, prépare son introduction à la Bourse de Paris, avec pour but de lever 750 millions d'euros pour rembourser ses dettes.
Le groupe compte alors 18 500 salariés, répartis dans dix pays. Son CA s'élève à 1,33 milliard d'euros et son EBITDA à 429 millions d'euros. L'opération d'entrée en bourse est achevée courant 2015.
Dans la seconde moitié des années 2010, la société de blanchisserie industrielle poursuit sa croissance externe en Europe et sur le continent sud-américain, notamment au Brésil et en Espagne.
En mai 2017, Elis, qui affiche un CA de 1,7 milliard d'euros, annonce une OPA sur Berendsen, entreprise britannique positionnée sur le même secteur. L'offre d'Elis valorise celle-ci à environ 2,4 milliards d'euros. Le rachat de ce concurrent européen est finalisé en septembre de la même année.
Le 21 décembre 2018, Elis s'implante en Colombie, avec l'acquisition de Metropolitana S.A.S.
En 2019, Elis emploie 45 000 salariés, répartis dans vingt-huit pays. Son CA s'élève à 3,1 milliards d'euros (exercice 2018), pour une capitalisation boursière de 3,7 milliards d'euros. La même année, en février, la filiale de Quimper (Finistère) de la blanchisserie Elis est condamnée pour avoir licencié, en 2014, deux salariés qui se présentaient aux élections professionnelles sous l'étiquette CFDT.
En 2020, pour faire face à la crise économique engendrée par la pandémie de Covid-19, Elis met en place une stratégie d'économie des coûts et réalise un plan de sauvegarde de l'emploi à son siège social qui se solde par la suppression de 52 postes et la fermeture du site de Bry-sur-Marne en région parisienne.

## Actionnaires
| Nom                                      | Actions    | % (mars 2019) |
| Canada Pension Plan Investment Board     | 24 181 181 | 11,0          |
| Predica SA                               | 14 562 562 | 6,62          |
| Threadneedle Asset Management Ltd.       | 13 376 376 | 6,08          |
| Eurazeo Capital                          | 12 525 525 | 5,70          |
| Fidelity Management & Research Co.       | 12 249 249 | 5,57          |
| Wellington Management Co. LLP            | 5 377 377  | 2,45          |
| Norges Bank Investment Management        | 4 989 989  | 2,27          |
| The Vanguard Group, Inc.                 | 4 984 984  | 2,27          |
| Wellington Management International Ltd. | 4 178 178  | 1,90          |
| Alken Asset Management Ltd.              | 3 393 393  | 1,54          |